# Žihovo Selo
Žihovo Selo je naselje u slovenskoj Općini Novom Mestu. Žihovo Selo se nalazi u pokrajini Dolenjskoj i statističkoj regiji Jugoistočnoj Sloveniji. 

## Stanovništvo
Prema popisu stanovništva iz 2002. godine naselje je imalo 33 stanovnika.